# Embia ramburi
Embia ramburi is een insectensoort uit de familie Embiidae, die tot de orde webspinners (Embioptera) behoort. De soort komt voor in Frankrijk, Italië en Spanje.
Embia ramburi is voor het eerst wetenschappelijk beschreven door Rimsky-Korsakov in 1905.